# Cevicos (ort)
Cevicos är en ort i Dominikanska republiken.   Den ligger i provinsen Sánchez Ramírez, i den centrala delen av landet, 60 km norr om huvudstaden Santo Domingo. Cevicos ligger 95 meter över havet och antalet invånare är 4 064.
Terrängen runt Cevicos är platt åt nordost, men åt sydväst är den kuperad. Runt Cevicos är det ganska tätbefolkat, med 96 invånare per kvadratkilometer. Närmaste större samhälle är Cotuí, 18,7 km väster om Cevicos. Omgivningarna runt Cevicos är en mosaik av jordbruksmark och naturlig växtlighet.